# Oplițko, Radehiv
Oplițko (în ucraineană Опліцько) este un sat în comuna Ohleadiv din raionul Radehiv, regiunea Liov, Ucraina.

## Demografie
Componența lingvistică a localității Oplițko
     Ucraineană (100%)
Conform recensământului din 2001, toată populația localității Oplițko era vorbitoare de ucraineană (100%).